# Трећи англо-холандски поморски рат
Трећи англо-холандски поморски рат вођен је од 1672. до 1674. године између Краљевине Енглеске и Француске са једне и Низоземске републике (Холандије) са друге стране. Рат је завршен Вестминстерским миром.

## Увод
Под упливом Деволуционог рата и опасности која је претила од Француске, Холандија је са Енглеском и Шведском остварила Тројни савез којем је успело да обустави француска завојевања у Шпанској Низоземској и Слободној Грофовији. Али када је Француској успело да на своју страну привуче Шведску, а затим и презадуженог енглеског краља Чарлса II, Холандија се нашла у већој опасности него икада пре тога јер је била угрожена и са копна од јаке француске војска краља Луја XIV.
Да би избегао рат, холандски млади владар, двадесетједногодишњи штатхалтер Низоземске републике Вилијам III Орански је попуштао пред Енглеском до крајњих граница, али без успеха. Услед поновног успешног цветања трговине већ од 1671. године политичка напетост је толико порасла да је адмирал де Ројтер је морао са фтотом од 46 бродова да крстари поред обале. Ускоро је дошло до сукоба са енглеским бродовима по питању поздрава енглеској застави. Енглези су током марта 1672. године без објаве рата напали у Ламаншу холандски конвој од 72 трговачка брода који се враћао из Измира, а 29. марта објавили су Холандији рат са почетком од 7. априла. Тога дана објавила је рат и Француска, а њој су се придружили бискупи из Минстера и Келна. За неколико седмица удружуне војске Француске, Минстера и Келна преплавиле су Низоземску, заузеле око 80 утврђених места. Тада је штатхалтер Вилијам III Оранског прогласио стање „Холандија у невољи!“ Једна од његових највећих заслуга било је помирење два највећа адмирала у земљи, де Ројтера и Тромпа.
Да би се зауставило даље напредовање удружених армија, морале су да се отворе уставе. Жртвујући равницу, од Амстерадама је била начињена тачка отпора. Када се и поред тога ситуација и даље погоршавала, парламент је закључио, да једну трећину бродова позове натраг и распреми, како би посаду употребио на копну. Та мера је значила напуштање офанзивног рата на мору.
Енглеска је могла да рачуна и на помоћ француске морнарице, коју је француски министар финансија Жан-Баптист Колбер је успео да Француска изгради велики број бродова, иако није имала дотле неког већег поморског искуства. Знајући да противници имају надмоћ на мору и предвиђајући судбоносне последице које би из тога могле да проистекну, адмирал де Ројтер намеравао је да нападне појединачно, тј. пре него што би успеле да удрже снаге.
Адмирала де Ројтера историја сматра највећим холандским адмиралом и убраја га у ред најславнијих адмирала уопше заједно са Темистоклеом, Андреом Доријом, Нелсоном и неким другим. Де Ројтер је знао добро и озбиљно да процени постојећи положај и околности, знао је вешто да искористи сваки елемент тог положаја, те је упркос сталној заузетости борбом и непрестенаом деловању, успео да постави оне циљеве који су били у тачном сразмеру са односом снага. Иако је његова тактика била у начелу стално нападање, он се никада није заносио нападима преко одређене границе, него је увек поседовао осећај мере и потребног опреза. Та су му својства омогућавала победу и над јачим противником. Уз све то адмирал де Ројтер је био врло скроман човек и веома приступачан у опхођењу са својим официрима и морнарима.

## Снаге
Намера адмирала де Ројтера да туче противничке флоте појединачно није успела јер недовољна производња холандских радионица није омогућила правовремено опремање и испловљавање флоте.
При избијању рата Холандија је свесна опасности, само захваљујући изузетнум напорима, имала 72 линијска брода, 24 фрегате и 24 брандера са 4500 топова и 21000 људи. Било је то више него што је имала икада пре, али ипак мање него што су имали њени удружени противници.
Енглеска флота била је појачана новим линијским бродовима (било их је колико и холандских) и обучена на искуствима из претходна два рата. Уведен је и сигнални код за командовање, први ове врсте. Француска флота била је равна енглеској по броју бродова, наоружању и посадама, али без довољно искуства. За садејство са Енглезима, Французи су 1672. године опремили 30 линијских, 5 мањих ратних бродова и 8 брандера. То је укупно чинило скоро 150 бродова са 5100 топова и 33000 људи.
Поред бројности, нови енглески и француски бродови линијки бродови билису још већи и јачи него у претходним ратовима, док је холандска морнарица задржала типове бродова сличне оним које је имала пре, дајући опет предност нешто лакшим бродовима са већом брзином и мањим газом. Тако је нпр. заставни брод команданта енглеске флоте војводе од Јорка „Ројал Принс“ имао је 120 топова, док је заставни брод адмирала де Ројтера „Седам Провинција“ имао 82 топа. Очигледно, предност је била на страни Енглеза.
По устаљеном обичају савезничка флота је била подељена у ти ескадре - претходницом је комадовао адмирал Едвард Монтагу, први гроф од Сендвича, главнином снага војвода од Јорка а заштитиницом која се састојала од француских бродова је командовао Маршал Француске Жан II д'Естре на свом заставном броду „Сен Филип“. Холандска флота је такође била састављена од три ескадре који су предводили, почевши од претходнице вицеадмирал Адриан Банкерт, главнином адмирал де Ројтер док је заштитиницом командовао вицеадмирал Вилијем Јозеф ван Гент.

## 1672.
Холандска флота била је спремна средином маја, када су се противничке флоте већ сјединиле и почеле са припремама за превоз војске од 30000 војника ради напада на Холандију. Због тога су Холанђани одлучили да битку прихвате само у својим водама.
Енглески и Француски бродови били су усидрени у заливу Саутволд где су укрцавали воду, храну и трупе. Залив Саутволд се налази на око 150 километара северно од ушћа Темзе и има широк улаз са североистока. Бродови су у заливу, ради лакшег укрцавања, били усидрени уз саму обалу, што је било веома неопрезно, јер им је тиме била онемогућена слобода маневрисања. Поред тога, војвода од Јорка није предузео никакве мере опреза, јер је добио извештај да се холандска флота вратила са пловидбе и да се налази у својим лукама. Све су то били велики пропусти.
У међувремну је адмирал де Ројтер сазнао од својих извидница где се налазе сједињене противничке флоте. По тражењу холандске владе изведен је препад на ушће Темзе крајем маја, али је осујећен енглеским одбрамбеним мерама.
Крајем маја отпочеле су и операције на копну. Дознавши да је Англо-Француска флота од 71 линијског брода и већег броја других бродова на сидришту у Соул Беју у неповољном положају, Ројтер је одлучио да нападне иако је био бројно слабији. Битком код Соул Беја, 7. јуна 1672. године Холанђани су спречили пребацивање савезничког десанта у Холандију, баш у време када је Холандија доведена у врло тешку ситуацију и на копну. Ипак се савезничка флота, са укрцаним десантним трупама, појавила почетком јула пред Теселом. Њен командант, војвода од Јорка покушао је да измами де Ројтера из позиције иза плићина и спрудова испред ушћа Мезе све до 21. јула. Тада је наступило дуготрајно, тешко невреме које је разбило савезничку флоту и приморало је да се уз велика оштећења врати у Енглеску, односно Француску. Ратна дејства у 1672. години тиме су била завршена.

## 1673.
Принц-штатхалтер Виљем III Оранског, објединио је 1672. године као генерал-адмирал руковођење ратном морнарицом на чије чело је поставио Ројтера и омогућио му да спроведе нужне мере ради подизања борбене готовости флоте. Де Ројтер је 7. и 14. јуна 1673. године дочекао савезничку флоту код плићака Схоневелта и двема узастопним биткама код Схоневелта спречио да искрца десант. Савезници су крајем јула 1673. године поново упутили флоту од 91 брода са десантним трупама од 8000 људи, док је други талас и попуни сачињавало још 12000 прикупљних у Јармуту. Истовремено је у Денкерку био спреман за покрет један француски корпус.
До битке је дошло тек 21. августа код Тексела коју је де Ројтер увече прекинуо. После тога, савезници су коначно одустало од десанта у Холандију и вратили се у базе. Битком код Тексела окончало се раздобље у коме су се Енглеска и Холандија бориле за превласт на морима.
Енглези су распремили флоту, што је де Ројтеру омогућило да у септембру спроведе у земљу источноиндијски конвој чији је богат терет пружао средства за даље вођење рата, ипак претходно превентивно блокарвши ушће Темзе. И Холанђани су крајем септембра распремили флоту, а посаде искористили за рат на копну. На мору је настављено само гусарење.

## Мир
Вестминстерски мир између Енглеске и Холандије склопљен је 19. фебруара 1674. године у Вестминстеру , а рат са Француском настављен је још четири године, али изван холандских вода. Вестминстерским миром Холанђани су безусловно признали првенство Енглеске на мору, право енглеске ратне заставе на поздрав, уступили енглеској Нови Амстердам који су још у току рата повратили, признали јој разне повластице у Источној Индији и платили два милиона гулдена ратне одштете. Тиме је и поред извојеване превласти на морима превладала унутрашња снага енглеске државе, која се показала виталнијом и ипак богатијом. Поносну спољну политику једног Јана де Вита Холандија више није могла да досегне.

## Последице Англо-холандских ратова
Англо-холандским поморским ратовима Холандија је присиљена да првенство у прекоморској трговини и колонијама препусти индустријски развијеној Енглеској. Она је према речима Фридриха II „Великог“ у својој својеврсној политичкој зависности од Енглеске „постала мали чамац, привезан за поносну фрегату“.
Према гледишту Карла Маркса „Историја пропасти Холандије као владајуће трговинске нације јесте историја потчињавања трговинског капитала индустријском капиталу“.